# Mallerenga cuallarga de Myanmar
La mallerenga cuallarga de Myanmar (Aegithalos sharpei; syn: Aegithalos bonvaloti sharpei) és una espècie d'ocell de la família dels egitàlids (Aegithalidae) que habita boscos de pins, garrigues i sotabosc del sud-oest de Myanmar.

## Taxonomia
Considerada sovint una subespècie de la mallerenga cuallarga cellanegra (A.bonvaloti), ha estat recentment elevada pel Congrés Ornitològic Internacional a la categoria d'espècie.